# نادي شموشك نوشهر
نادي شموشك نوشهر (بالفارسية: باشگاه فوتبال شموشک نوشهر) ، هي نادي رياضي لكرة القدم، أسست عام 1994م، وتقع مقرها في ملعب الشهداء بمدينة نوشهر الإيرانية.